# Club Universidad Técnica de Cajamarca
A Club Universidad Técnica de Cajamarca (röviden: UTC) Peru egyik labdarúgócsapata, amelynek otthona Cajamarca megye székhelye, Cajamarca, hazai pályája az Estadio Héroes de San Ramón.

## Története
A klubot 1964. július 14-én alapították. Először 1981-ben jutott fel az első osztályú bajnokságba, a következő szezonban pedig ötcsapatos csoportjában a harmadik helyet szerezte meg, a második körben viszont ötödik lett. Legjobb eredményét 1985-ben érte el, amikor az első szakaszt megnyerte, a másodikban pedig második lett, és így kijutott a Copa Libertadoresre. A következő években nem ért el kiemelkedő sikereket, sőt, 1994-ben ki is estek az első osztályból, miután a decentralizált szakaszban 30 mérkőzésükből 18-at elveszítettek. A visszajutás 2012-ben sikerült ismét, azóta is első osztályúak.

## Stadion
Az együttes hazai mérkőzéseit a cajamarcai Estadio Héroes de San Ramónban játssza. A 18 000 férőhelyes, a Perui Sportintézet által működtetett stadion nevét a 19. század végén lezajlott, Chile és Peru közötti háború három cajamarcai hősének, a San Ramón főiskola három tanulójának emlékére kapta.